# Fun People
Fun People est un groupe argentin de punk hardcore, originaire de Campana, dans la province de Buenos Aires. Formé en 1989, le groupe chante en anglais et en espagnol (sans compter brièvement quelques autres langues). Il défend les droits sociaux, des LGBT, des animaux, des enfants, et prônent le végétarisme, et l'estime de soi. Bien qu'indépendant, le groupe est noté par la presse spécialisée locale et internationale.

## Biographie
En juillet 1989, dans la ville de Campana, dans la province de Buenos Aires ; Gus Pepa (basse), Cape (guitare), Blacky (batterie) et Carlos « Nekro » Rodríguez (voix), s'essayent sous le nom d'Anesthesia (en hommage à Cliff Burton, premier bassiste de Metallica et à sa chanson (Anesthesia) Pulling Teeth). À l'origine, le groupe prône l'écologie, Blacky et Nekro étant des activistes de Green Violence, un groupe d'activistes pour la liberté des animaux. Le 6 avril, ils jouent, avec N.F.I. et Erven Luca, au Teatro Coliseo de Zárate.
Pendant les concerts, Cape se retire du groupe, et est remplacé par Fabian Vichigoy, à La Plata, dans un festival de death metal. À cette période, ils s'associent avec Jonathan Scarcha, pour l'enregistrement d'une première démo, Anesthesia, qui figure sur la ocmpilation Desarme y sabores, distribuée à 300 copies. Entretemps, Gus Pepa quitte le groupe, et est remplacé par Marcelito « La Vieja ». Cette formation ne dure qu'un an. Blacky part pour Santa Fe, et est remplacé par  son frère, Tavo. Après un concert à la capitale, Chuli est remplacé par Gus Pepa à la basse, et Tavo est remplacé par Marianito (batteur de Visión Critica). Par la suite sans batteur ni guitariste, Chuli recrute son ami, « El Gato », à la batterie.
Le groupe se sépare en 2001. Il ne se reforme qu'occasionnellement lors de concerts.

## Membres

### Derniers membres
- Carlos « Nekro » Rodríguez — chant (1989-2001, 2003, 2005, 2010, 2013)
- Carlos « Gori » Loncharich — guitare (1998-2001, 2003, 2005, 2010, 2013)
- Dario « Pelado » López — basse (1999-2001, 2003, 2005, 2010, 2013)
- Marcelo « Chelo » Vidal — batterie (1999-2001, 2003, 2005, 2010, 2013)

### Anciens membres
- Cape — guitare (1989–1991, Anesthesia)
- Jhonathan Scarcha — guitare (1991–1995, 2001, 2003)
- Lucas Sequeira — guitare (1995–1998, ensuite avec Cucsifae)
- Gori (1998-2000)
- Buco Lash (2000)
- Gus Pepa — basse (1989–1993)
- Julián « Chuli » Pugliese — basse (1993–1999)
- Blacky — batterie (1989–1995)
- Sebastián « Gato » Garay — batterie (1995–1999)
- Marcelito « La Vieja » - basse (1993)

## Discographie

### Albums studio
- 1995 : Anesthesia
- 1996 : Kum Kum
- 1997 : Toda niño sensible sabrá de qué estamos hablando
- 1999 : The Art(e) of Romance
- 2000 : Angustia no, no

### EPs et singles
- 1996 : Desarme (7")
- 1997 : El aborto ilegal asesina mi libertad (7") (avec She-Devils)
- 1998 : The Fun People Experience
- 1999 : Leave Me Alone
- 1999 : Middle of the Rounds
- 1999 : Gori y Nekro - Golden hits (acoustique)